# Заря (Ключевский район)
Заря — исчезнувшее село в Ключевском районе Алтайского края. Располагалось на территории Петуховского сельсовета. Упразднено в 1950-е г.

## География
Располагалось в 4 км к северо-западу от села Западный Угол.

## История
Основано в 1920 г. В 1928 г. коммуна Заря состояла из 1 хозяйства, основное население — русские. В составе Петуховского сельсовета Ключевского района Славгородского округа Сибирского края. Последний раз отмечено на карте 1955 г. издания.

## Население[1]
| год     | 1928 | 1939 |
| ------- | ---- | ---- |
| человек | 65   | 176  |